# 宇賀喜久馬
宇賀 喜久馬（うが きくま、天保14年（1843年） - 文久元年3月4日（1861年4月13日））は、幕末の土佐藩士。名は祐利。
土佐郡小高坂村の郷士・宇賀市郎兵衛の三男として生まれる。
兄に知己之助（寺田利正）がおり、甥（利正の実子）は物理学者・文学者として著名な寺田寅彦である。
文久元年（1861年）同輩であった中平忠次郎と土佐永福寺門前を通過した際に、中平が土佐藩上士である山田広衛に無礼討ちにされる事件が発生する。その急報を中平の実兄である池田虎之進に伝えたために、駆け付けた池田が山田と同じく上士の益永繁斎を殺害し、下士間と上士間での対立が激化する事態にまで発展する。この井口村刃傷事件は山田を惨殺した池田と、その場に居合わせた喜久馬が切腹する事によってその日の内に収拾がつけられた。
切腹の際の介錯は兄の知己之助（寺田利正）が務めたとされる。墓所は高知県高知市福井にある。
事件時に19歳だった彼は、大変な美青年であったと伝わっている。